# 카타르 아미리 플라이트
카타르 아미리 플라이트(영어: Qatar Amiri Flight)는 카타르 정부의 항공사이다. 본사는 카타르 도하에 위치해 있으며, 허브 공항은 하마드 국제공항이다.

## 보유 기종
- 2019년 12월 기준으로 카타르 아미리 플라이트는 다음의 기종을 보유하고 있다. 평균 기령은 9.7년이다.[1]

## 사진

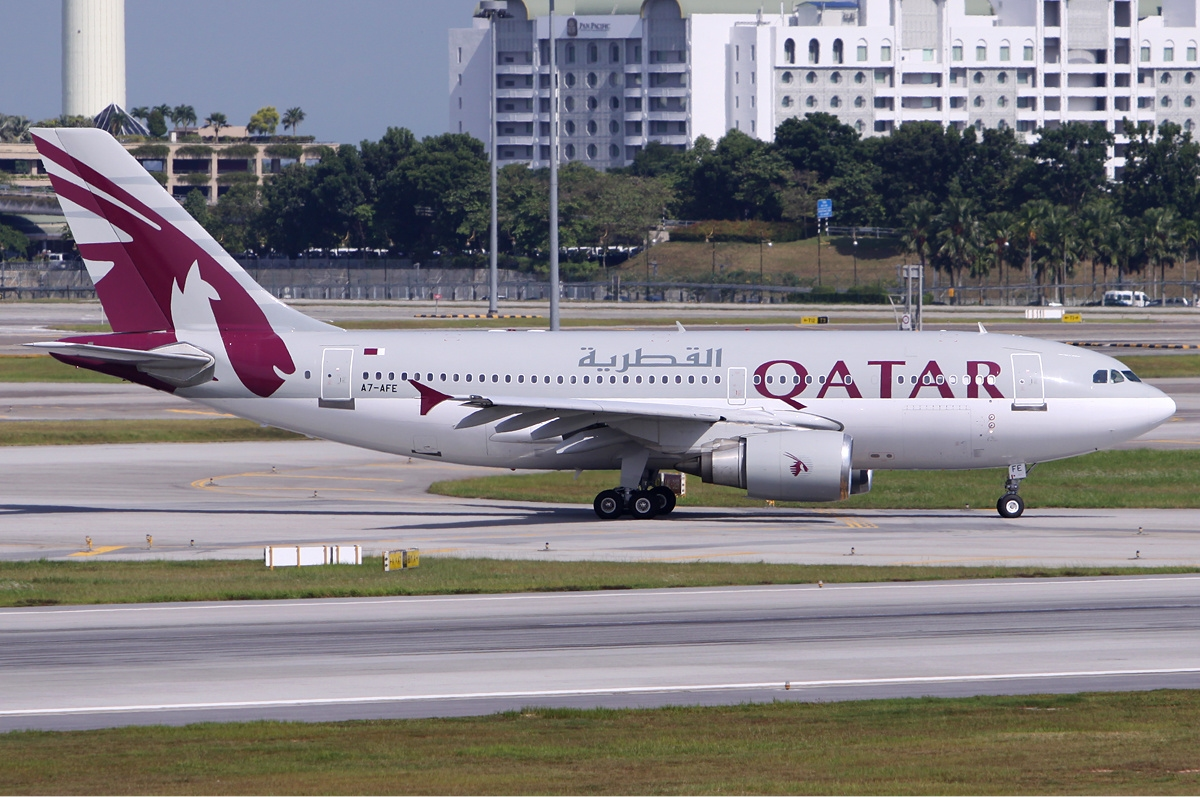
카타르 아미리 플라이트의 에어버스 A310-300
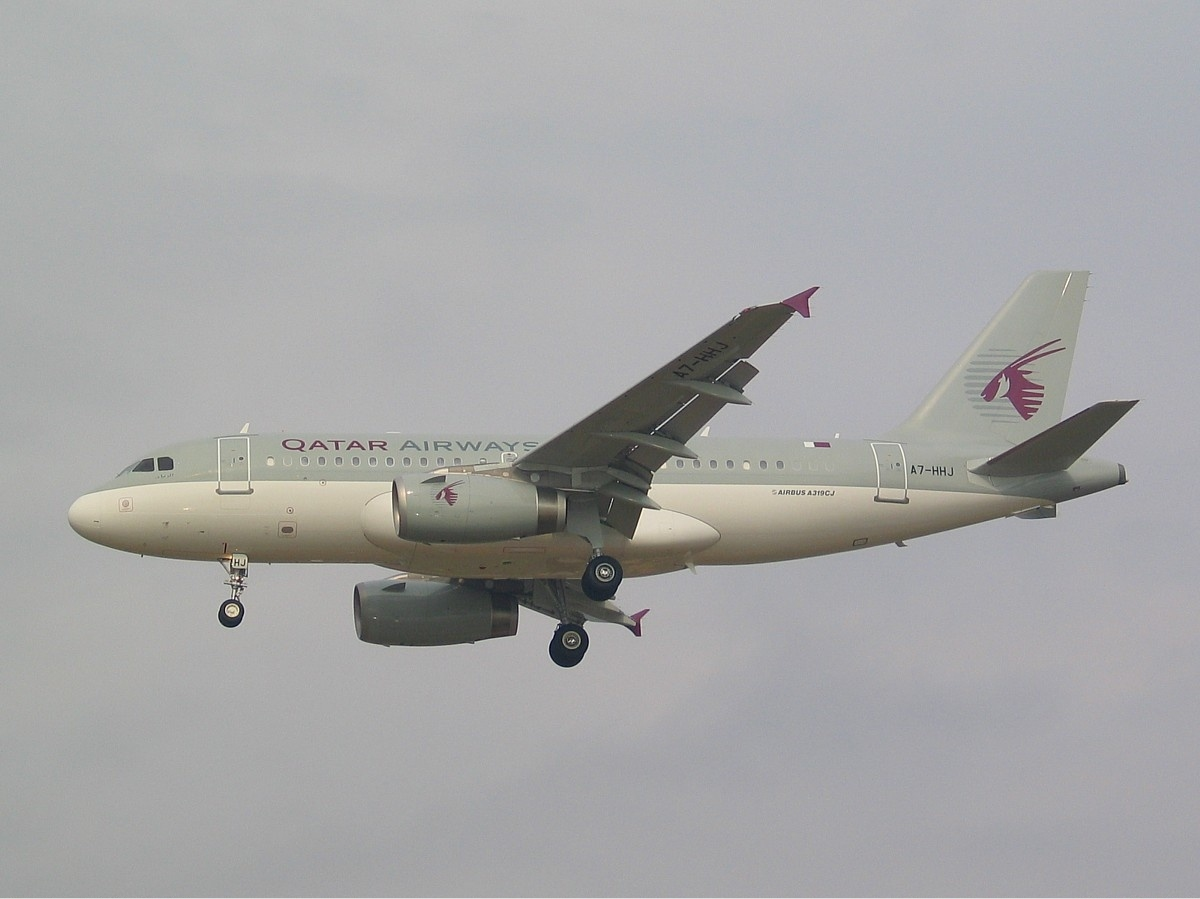
카타르 아미리 플라이트의 에어버스 A319-100
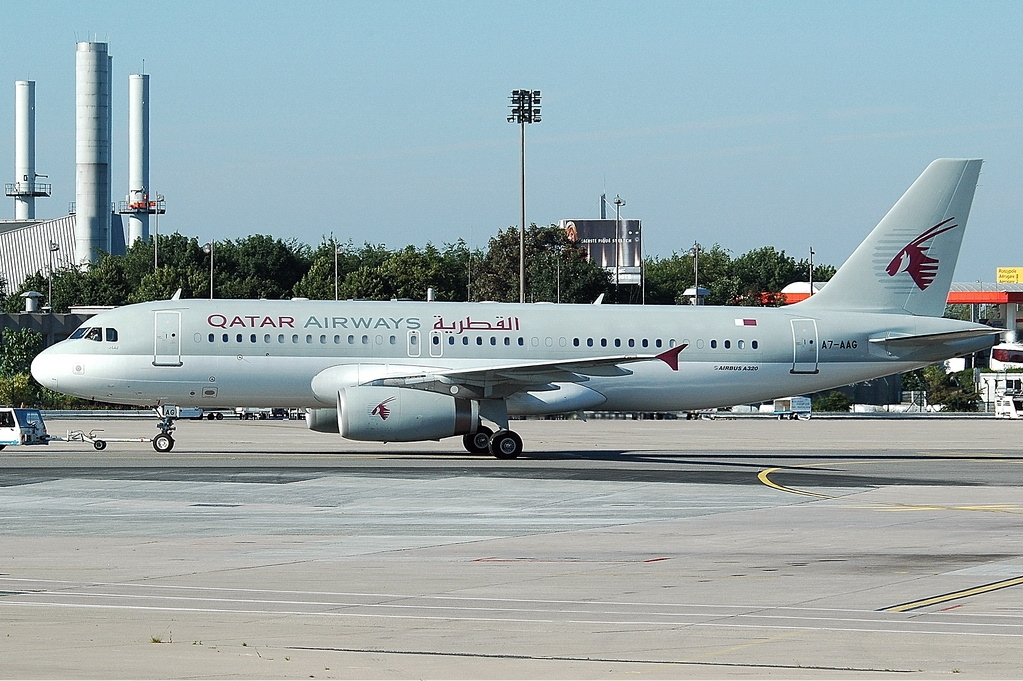
카타르 아미리 플라이트의 에어버스 A320-200